# 南島原市立口之津中学校
南島原市立口之津中学校（みなみしまばらしりつ くちのつちゅうがっこう）は長崎県南島原市口之津町丙3476番地にある公立中学校。略称「口中」。

## 概要
歴史
1947年（昭和22年）の学制改革によって新制中学校として創立。2012年（平成24年）に創立65周年を迎えた。
校訓
「自律・創造・根性」
校章
校名の「口」と「中」の文字を組み合わせたデザインとなっている。
校区
南島原市の後に「口之津町」が続く地域。小学校区は南島原市立口之津小学校。

## 沿革
- 1947年（昭和22年）4月1日 - 学制改革（六・三制の実施）が行われる。
  - 口之津第一国民学校の初等科が口之津町立第一小学校に、第二国民学校の初等科が口之津町立第二小学校となる。
  - 第一国民学校の高等科と第二国民学校の高等科は青年学校普通科と改組され、新制中学校「口之津町立口之津中学校」となる。
    - 川棚海軍工廠旧舎の払い下げを受け、校舎に改造。
    - 第一小学校と第二小学校にそれぞれ中学校分校を設置。
- 1948年（昭和23年）10月 - 中学校校舎の完成により、第一小学校と第二小学校に設置されていた中学校分校が廃止される。
- 1960年（昭和35年）4月 - 体育館が完成。
- 1967年（昭和42年）8月 - 埋立工事により、運動場を造成。
- 1969年（昭和44年）9月 - 新校舎建設を開始。
- 1970年（昭和45年）9月 - 新校舎が完成し移転を完了。
- 1971年（昭和46年）7月 - 旧校舎を解体[1]。
- 1977年（昭和52年）5月 - 体育館が完成。
- 1978年（昭和53年）9月28日 -屋外照明が完成。
- 2006年（平成18年）3月31日 - 南島原市の発足により「南島原市立口之津中学校」（現校名）に改称。
- 2009年（平成21年）4月1日 - 南島原市立口之津小学校との小中連携教育を開始。

## 周辺
- 南島原市立口之津学校給食センター
- 南島原市立口之津小学校
- 長崎県立口加高等学校
- 国立口之津海上技術学校
- 南島原警察署（旧・口之津警察署）
- 南島原市役所口之津支所
- 口之津大屋郵便局
- 口之津病院
- 静雲寺
- 口之津開田公園

## 交通
最寄りのバス停は、島鉄バスの「口之津」バス停である。なお、近隣に島原鉄道の口之津駅が設置されていたが、2008年（平成20年）4月1日に廃線（前日をもって運行終了）となった。
近隣を通過する国道・県道として、国道389号・国道251号（島原街道）がある。
このほか、近隣に口之津港があり、島鉄フェリーが熊本県天草市の鬼池港との間を結んでいる。

## 参考資料
- 「口之津町史 郷土の歩み」（1979年（昭和54年）3月10日初版・1991年（平成3年）3月25日再版、編集:白石正秀、発行:口之津町）